# 噻蒽
噻蒽（化学式：C12H8S2）是一种含硫杂环化合物，易被氧化。

## 结构
类似于其它1,4-二噻英，但不同于其氧代类似物二苯并二噁英，噻蒽的形状不是平面的，而是弯曲的，两个苯并基团间的折叠角为128°。

## 制备
噻蒽可以通过在氯化铝存在下用二氯化二硫和苯的反应制备。

## 历史
John Stenhouse第一次通过苯磺酸钠的干馏制备出噻蒽。 它可以被硫酸氧化，形成红色的自由基阳离子，该离子C12H8S2•+通过电子顺磁共振表征。四种不同的文献描述了C12H8S2•+盐的晶体结构。